# Coris picta
Coris picta (Bloch & Schneider, 1801) è un pesce di acqua salata appartenente alla famiglia Labridae.

## Distribuzione e habitat
Proviene dalle barriere coralline dell'oceano Pacifico occidentale, in particolare di Kermadec, Australia, Nuova Zelanda, Isola di Lord Howe e Isole Norfolk. Nuota nelle zone ricche di alghe; è abbastanza comune e predilige le acque costiere e i fondali sabbiosi, fino a 25 m di profondità. A volte si trova intorno ai moli.

## Descrizione
È una specie che viene molto facilmente confusa con Coris musume, prima considerata un suo sinonimo, che proviene da Taiwan e dal Giappone. Presenta un corpo allungato e leggermente compresso lateralmente, con la testa dal profilo appuntito. I giovani hanno una colorazione semplice, bicolore, con il dorso nero e il ventre bianco; queste strisce continuano anche sulla pinna caudale, anch'essa nera e bianca.
Negli adulti il dorso è rossastro o violaceo, separato da una striscia bianca dalla zona nera più sotto. Il ventre è bianco; il margine tra la zona nera e il bianco è seghettato. La pinna caudale è gialla, mentre la pinna dorsale e la pinna anale, basse e lunghe, sono prevalentemente bianche. Non supera i 25 cm.

## Biologia

### Comportamento
Nuota in banchi di diversi esemplari. Alcuni esemplari, soprattutto i giovani, hanno l'abitudine di pulire pesci più grossi nutrendosi dei loro parassiti esterni.

### Alimentazione
La sua dieta, prevalentemente carnivora, è composta soprattutto da piccoli crostacei, in particolare da gamberi e granchi.

### Riproduzione
È oviparo e la fecondazione è esterna. Non ci sono cure verso le uova, che sono planctoniche. Probabilmente ermafrodita.

## Conservazione
Questa specie viene pescata raramente ed è diffusa in diverse aree marine protette, quindi viene classificata come "a rischio minimo" (LC) dalla lista rossa IUCN.